# 奥斯梅特 (上比利牛斯省)
奥斯梅特（法語：Osmets）是法国上比利牛斯省的一个市镇，属于塔布区（Tarbes）拜斯河畔特里耶县（Trie-sur-Baïse）。该市镇总面积4.88平方公里，2009年时的人口为78人。

## 人口
奥斯梅特人口变化图示